# 蓋斯泰因山
47°57′51″N 15°56′1″E / 47.96417°N 15.93361°E

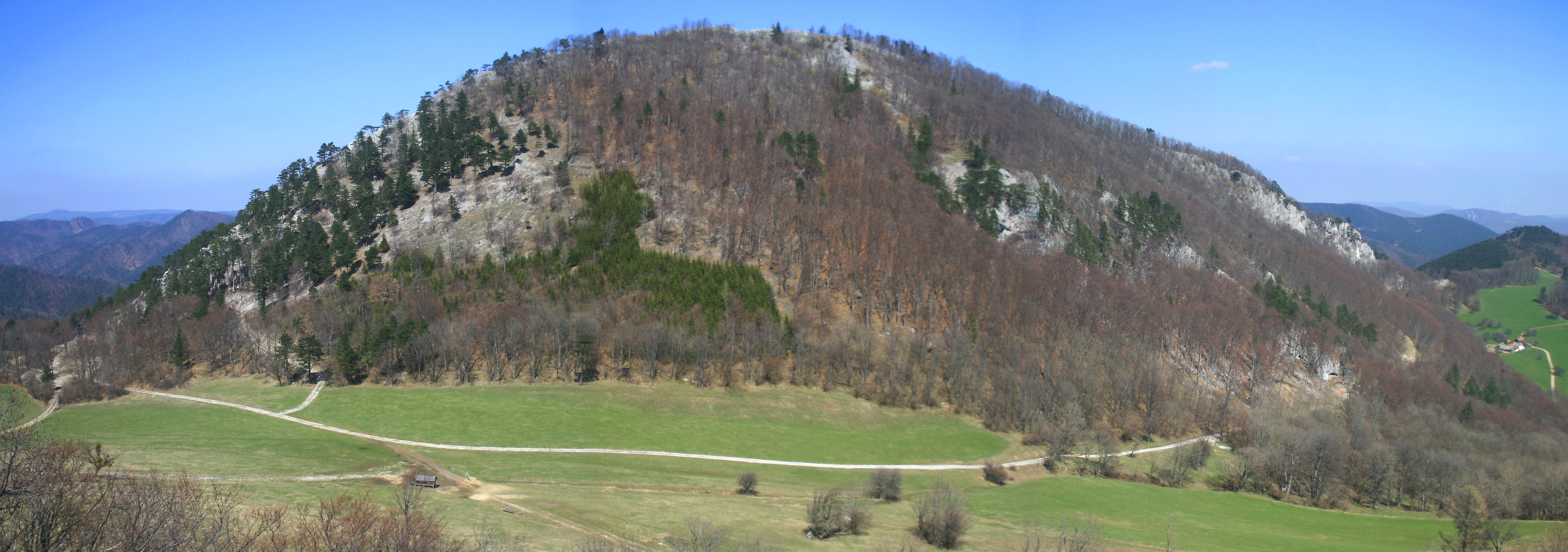

蓋斯泰因山（德語：Gaisstein），是奧地利的山峰，位於該國東北部，由下奧地利州負責管轄，屬於古滕施泰因阿爾卑斯山脈的一部分，處於特里施廷河畔富爾特，海拔高度974米。